# Fletch är tillbaka
Fletch är tillbaka (originaltitel: Fletch Lives) är en amerikansk komedifilm från 1989, regisserad av Michael Ritchie. Filmen är uppföljaren till Fletch från 1985 och också denna gång spelas titelrollen, journalisten Irwin M. "Fletch" Fletcher, av Chevy Chase. Andra medverkande i filmen är bland andra Hal Holbrook, Julianne Phillips, R. Lee Ermey, Richard Libertini och Randall "Tex" Cobb. Musiken är skriven av Harold Faltermeyer.

## Handling
Fletch får veta att han ärvt en egendom i Louisiana. Advokaten som sköter arvskiftet mördas kort efter Fletch's ankomst. Han beslutar sig för att gå till botten med det hela, men blir själv snart misstänkt och hamnar i fängelse. Efter en kort vistelse där fortsätter han efterforskningen med hjälp av sina alias och kvicktänkta repliker. Under tiden vill anonyma köpare åt marken,  samtidigt som någon försöker skrämma iväg Fletch.